# John Neville (3e baron Latimer)
Pour les articles homonymes, voir John Neville.
John Neville, 3e baron Latimer (17 novembre 1493 - 2 mars 1543) est un pair anglais. Sa troisième épouse est Catherine Parr, plus tard reine d'Angleterre.

## Famille
John Neville, né le 17 novembre 1493, est le fils aîné de Richard Neville (2e baron Latimer), et d'Anne Stafford, fille de Humphrey Stafford de Grafton, Worcestershire, et Katherine Fray (12 mai 1482). Il a cinq frères et six sœurs.

## Carrière
En 1513, il sert dans la campagne de France du roi Henri VIII et est fait chevalier après la prise de Tournai. Il participe vers 1517 à l'enquête sur l'affaire de la sainte demoiselle de Leominster. Il est chevalier du comté du Yorkshire en 1529, son collègue chevalier du comté étant son cousin, Marmaduke Constable, le fils de la sœur de sa mère, Joyce Stafford, et de Marmaduke Constable.
Le père de Neville meurt avant la fin de 1530. Neville est nommé au Conseil du Nord cette année-là et signe la lettre demandant au pape Clément VII d'accorder à Henri VIII le divorce d'avec Catherine d'Aragon. Il a la livrée de ses terres le 17 mars 1531. Il vit principalement à Snape Castle, dans le Yorkshire, mais parfois à Wyke dans le Worcestershire.
En 1536, il est impliqué dans le Pèlerinage de Grâce, dans un rôle ambivalent. Le bruit courut qu'il avait été capturé par les rebelles, et il dit plus tard du rôle qu'il avait joué : « Ma présence parmi eux fut une période très douloureuse et dangereuse pour moi ». Il représente cependant les insurgés en novembre 1536 lors des conférences avec les chefs royaux et contribue à obtenir l'amnistie.
Il rentre ensuite chez lui et ne prend aucune part à la rébellion de Bigod de l'année suivante. Il doit céder sa maison de ville dans le cimetière de la Chartreuse à un ami de Lord Russell. Il meurt le 2 mars 1543 à Londres et est enterré dans la cathédrale Saint-Paul.

## Mariages et descendance
Neville épouse d'abord, en 1520, Dorothy (décédée le 7 février 1527), fille de George de Vere par Margaret Stafford, et sœur de John de Vere (14e comte d'Oxford) (en), dont il a un fils et une fille:
- John Neville (4e baron Latimer) (1520[6] -1577), épouse Lucy Somerset et a des descendants[7],[8]. Latimer est enterré à côté du château de Rogue dans l'église Saint-Michel de Wells, dans la chapelle de Neville [9].
- Margaret Neville (1525[10] -1546), est fiancée à Ralph Bigod. Elle est morte sans enfant[11].

Neville épouse en secondes noces, par licence datée du 20 juin 1528, Elizabeth (décédée avant 1533), fille d'Edward Musgrave de Hartley, Westmorland, et d'Edenhall, Cumberland, dont il n'a pas de descendants.
Neville épouse en troisièmes noces, en 1534, Catherine (1512-1548), fille de Thomas Parr de Kendal, Westmorland, et veuve d'Edward Borough (d. 1533), fils de Thomas Burgh (1er baron Burgh) (en). Elle devient ensuite la sixième épouse du roi Henri VIII.